# Lấy phiếu tín nhiệm tại Quốc hội Việt Nam
Lấy phiếu tín nhiệm tại Quốc hội nước Cộng hòa xã hội chủ nghĩa Việt Nam  là quy trình hàng năm các đại biểu quốc hội tiến hành lấy phiếu tín nhiệm dưới hình thức bỏ phiếu kín các chức danh lãnh đạo Nhà nước và Chính phủ. 

## Lịch sử
Nghị quyết số 85/2014/QH13, ban hành ngày 28 tháng 11 năm 2014 về việc lấy phiếu tín nhiệm, bỏ phiếu tín nhiệm đối với người giữ chức vụ do Quốc hội, Hội đồng nhân dân bầu hoặc phê chuẩn đã được ban hành. 
Kể từ lần lấy phiếu tín nhiệm đầu tiên vào tháng 6 năm 2013 đến lần gần đây nhất vào tháng 10 năm 2023, Quốc hội đã 4 lần tiến hành lấy phiếu tín nhiệm các chức danh do Quốc hội bầu hoặc phê chuẩn. Trong đó: 
- Quốc hội khóa XIII đã tổ chức lấy phiếu tín nhiệm hai lần tại Kỳ họp thứ 5 (tháng 6 năm 2013) và tại Kỳ họp thứ 8 (tháng 11 năm 2014).
- Quốc hội khóa XIV đã tổ chức lấy phiếu tín nhiệm một lần tại Kỳ họp thứ 6 (tháng 10 năm 2018).
- Quốc hội khóa XV đã tổ chức lấy phiếu tín nhiệm lần đầu tiên tại Kỳ họp thứ 6 (tháng 10 năm 2023)[2].

## Mục đích và nguyên tắc
Việc lấy phiếu tín nhiệm, bỏ phiếu tín nhiệm nhằm nâng cao hiệu lực, hiệu quả hoạt động giám sát của Quốc hội, Hội đồng nhân dân; nâng cao chất lượng, hiệu quả hoạt động của bộ máy nhà nước; giúp người được lấy phiếu tín nhiệm, bỏ phiếu tín nhiệm thấy được mức độ tín nhiệm của mình để phấn đấu, rèn luyện, nâng cao chất lượng và hiệu quả hoạt động; làm cơ sở để cơ quan, tổ chức có thẩm quyền xem xét đánh giá cán bộ.
Về nguyên tắc, cần đảm bảo:
1. Bảo đảm quyền và đề cao trách nhiệm của đại biểu Quốc hội, đại biểu Hội đồng nhân dân trong việc lấy phiếu tín nhiệm, bỏ phiếu tín nhiệm; tôn trọng quyền báo cáo, giải trình của người được lấy phiếu tín nhiệm, bỏ phiếu tín nhiệm.
2. Công khai, công bằng, dân chủ, khách quan; bảo đảm đánh giá đúng thực chất kết quả thực hiện nhiệm vụ, quyền hạn và phẩm chất chính trị, đạo đức, lối sống của người được lấy phiếu tín nhiệm, bỏ phiếu tín nhiệm.
3. Bảo đảm sự ổn định và hiệu quả hoạt động của bộ máy nhà nước, sự lãnh đạo của Đảng trong công tác cán bộ.

## Quy trình
Bốn căn cứ để đánh giá tín nhiệm, gồm: Báo cáo tự đánh giá của các vị được lấy phiếu; Kết quả hoạt động của QH thông qua chức năng nhiệm vụ của mình để nghe, xem xét, quyết định qua tổ chức tiếp xúc cử tri, giám sát, chất vấn, báo cáo giải trình; Đánh giá của bản thân mỗi Đại biểu Quốc hội; và căn cứ quan trọng thứ tư là tình hình kinh tế, xã hội, an ninh quốc phòng, đối ngoại.
Quy trình lấy phiếu tín nhiệm dựa trên 4 bước, trước hết là biểu quyết thông qua danh sách các vị lấy phiếu; tiến hành thảo luận ở các đoàn; Ủy ban Thường vụ Quốc hội sẽ giải trình báo cáo thảo luận này; bước cuối cùng là bầu ban kiểm phiếu, bỏ phiếu.
Phiếu đánh giá tín nhiệm được chia làm 10 loại theo chức vụ, nhóm chức vụ trong danh sách lấy phiếu tín nhiệm, in màu giấy khác nhau, ghi rõ họ tên, chức vụ từng người, kèm theo các ô tương ứng với 3 mức độ: tín nhiệm cao, tín nhiệm và tín nhiệm thấp.
10 loại phiếu gồm: Chủ tịch nước, Phó Chủ tịch nước, Chủ tịch Quốc hội, các Phó Chủ tịch Quốc hội, các ủy viên Thường vụ Quốc hội, Thủ tướng Chính phủ, các Phó Thủ tướng Chính phủ, các Bộ trưởng và các thành viên khác của Chính phủ, Chánh án Tòa án nhân dân tối cao, Viện trưởng Viện kiểm sát nhân dân tối cao, tổng cộng là 50 chức vụ.
Các phiếu đều có đóng dấu của Quốc hội. Các trường hợp phiếu không hợp lệ bao gồm: phiếu không theo mẫu, không có dấu; phiếu đánh dấu 2 trở lên hoặc không đánh dấu cho mỗi chức danh; phiếu có viết thêm các nội dung khác hoặc ghi thêm tên ngoài danh sách.
Theo quy trình, kết quả kiểm phiếu sẽ được công khai và Quốc hội dự kiến sẽ thông qua nghị quyết xác nhận kết quả lấy phiếu tín nhiệm.
Một trong những mục đích của việc đánh giá tín nhiệm này là để loại bỏ những vị trí chưa làm tròn chức trách, nhưng để làm được điều này không phải dễ mà phải trải qua nhiều công đoạn.
Sau vòng lấy phiếu tín nhiệm, phải cần đến 2/3 đại biểu Quốc hội đánh giá ‘tín nhiệm thấp’ hoặc bị hơn một nửa Quốc hội đánh giá ‘tín nhiệm thấp’ hai năm liên tục, một vị trí nào đó mới đứng trước nguy cơ mất chức.
Tuy nhiên, vị bị tín nhiệm thấp này không mất chức ngay mà còn phải trải qua thêm một vòng nữa là ‘bỏ phiếu tín nhiệm’, nhưng không phải tại kỳ họp đang diễn ra của Quốc hội mà phải đến kỳ họp sau, trong trường hợp người được đưa ra bỏ phiếu tín nhiệm không được quá nửa tổng số đại biểu Quốc hội tín nhiệm thì cơ quan hoặc người đã giới thiệu để bầu có trách nhiệm trình quốc hội xem xét, quyết định cách chức đại biểu đó.
Việc lấy phiếu tín nhiệm hiện thời có ba hạng:
1. Tín nhiệm cao
2. Tín nhiệm
3. Tín nhiệm thấp.

Việc bỏ phiếu tín nhiệm hiện thời có hai loại:
1. Tín nhiệm
2. Không tín nhiệm.

## Kết quả các lần lấy phiếu tín nhiệm

### Quốc hội khóa XIII

#### Kết quả ngày 11 tháng 6 năm 2013
Danh sách 47 người được lấy phiếu tín nhiệm ngày 11 tháng 6 năm 2013 theo Nghị quyết 35 của Quốc hội. 
| Khối           | Loại phiếu                                         | Họ và tên           | Chức danh                                                        | Số phiếu tín nhiệm cao | Số phiếu tín nhiệm | Số phiếu tín nhiệm thấp |
| -------------- | -------------------------------------------------- | ------------------- | ---------------------------------------------------------------- | ---------------------- | ------------------ | ----------------------- |
| Khối Nhà nước  | Chủ tịch nước                                      | Trương Tấn Sang     | Chủ tịch nước                                                    | 330                    | 133                | 28                      |
| Khối Nhà nước  | Phó Chủ tịch nước                                  | Nguyễn Thị Doan     | Phó Chủ tịch nước                                                | 263                    | 215                | 13                      |
| Khối Quốc hội  | Chủ tịch Quốc hội                                  | Nguyễn Sinh Hùng    | Chủ tịch Quốc hội                                                | 328                    | 139                | 25                      |
| Khối Quốc hội  | Các Phó Chủ tịch Quốc hội                          | Uông Chu Lưu        | Phó Chủ tịch Quốc hội                                            | 323                    | 155                | 13                      |
| Khối Quốc hội  | Các Phó Chủ tịch Quốc hội                          | Nguyễn Thị Kim Ngân | Phó Chủ tịch Quốc hội                                            | 372                    | 104                | 14                      |
| Khối Quốc hội  | Các Phó Chủ tịch Quốc hội                          | Tòng Thị Phóng      | Phó Chủ tịch Quốc hội                                            | 322                    | 145                | 24                      |
| Khối Quốc hội  | Các Phó Chủ tịch Quốc hội                          | Huỳnh Ngọc Sơn      | Phó Chủ tịch Quốc hội                                            | 252                    | 217                | 22                      |
| Khối Quốc hội  | Các Ủy viên Thường vụ Quốc hội                     | Nguyễn Kim Khoa     | Chủ nhiệm Ủy ban Quốc phòng và An ninh                           | 267                    | 215                | 9                       |
| Khối Quốc hội  | Các Ủy viên Thường vụ Quốc hội                     | Ksor Phước          | Chủ tịch Hội đồng Dân tộc                                        | 260                    | 204                | 28                      |
| Khối Quốc hội  | Các Ủy viên Thường vụ Quốc hội                     | Phan Trung Lý       | Chủ nhiệm Ủy ban Pháp luật                                       | 294                    | 180                | 18                      |
| Khối Quốc hội  | Các Ủy viên Thường vụ Quốc hội                     | Trương Thị Mai      | Chủ nhiệm Ủy ban Về các vấn đề xã hội                            | 335                    | 151                | 6                       |
| Khối Quốc hội  | Các Ủy viên Thường vụ Quốc hội                     | Đào Trọng Thi       | Chủ nhiệm Ủy ban Văn hóa, Giáo dục, Thanh thiếu niên và Nhi đồng | 241                    | 232                | 19                      |
| Khối Quốc hội  | Các Ủy viên Thường vụ Quốc hội                     | Phan Xuân Dũng      | Chủ nhiệm Ủy ban Khoa học, Công nghệ và Môi trường               | 234                    | 235                | 22                      |
| Khối Quốc hội  | Các Ủy viên Thường vụ Quốc hội                     | Trần Văn Hằng       | Chủ nhiệm Ủy ban Đối ngoại                                       | 253                    | 229                | 9                       |
| Khối Quốc hội  | Các Ủy viên Thường vụ Quốc hội                     | Phùng Quốc Hiển     | Chủ nhiệm Ủy ban Tài chính – Ngân sách                           | 291                    | 189                | 11                      |
| Khối Quốc hội  | Các Ủy viên Thường vụ Quốc hội                     | Nguyễn Văn Hiện     | Chủ nhiệm Ủy ban Tư pháp                                         | 210                    | 253                | 28                      |
| Khối Quốc hội  | Các Ủy viên Thường vụ Quốc hội                     | Nguyễn Văn Giàu     | Chủ nhiệm Ủy ban Kinh tế                                         | 273                    | 204                | 15                      |
| Khối Quốc hội  | Các Ủy viên Thường vụ Quốc hội                     | Nguyễn Hạnh Phúc    | Chủ nhiệm Văn phòng Quốc hội                                     | 286                    | 194                | 12                      |
| Khối Quốc hội  | Các Ủy viên Thường vụ Quốc hội                     | Nguyễn Thị Nương    | Trưởng ban Công tác đại biểu Quốc hội                            | 292                    | 183                | 17                      |
| Khối Chính phủ | Thủ tướng Chính phủ                                | Nguyễn Tấn Dũng     | Thủ tướng Chính phủ                                              | 210                    | 122                | 160                     |
| Khối Chính phủ | Các Phó Thủ tướng Chính phủ                        | Hoàng Trung Hải     | Phó Thủ tướng Chính phủ                                          | 186                    | 261                | 44                      |
| Khối Chính phủ | Các Phó Thủ tướng Chính phủ                        | Nguyễn Thiện Nhân   | Phó Thủ tướng Chính phủ                                          | 196                    | 230                | 65                      |
| Khối Chính phủ | Các Phó Thủ tướng Chính phủ                        | Vũ Văn Ninh         | Phó Thủ tướng Chính phủ                                          | 167                    | 264                | 59                      |
| Khối Chính phủ | Các Phó Thủ tướng Chính phủ                        | Nguyễn Xuân Phúc    | Phó Thủ tướng Chính phủ                                          | 248                    | 207                | 35                      |
| Khối Chính phủ | Các Bộ trưởng và các thành viên khác của Chính phủ | Phùng Quang Thanh   | Bộ trưởng Bộ Quốc phòng                                          | 323                    | 144                | 13                      |
| Khối Chính phủ | Các Bộ trưởng và các thành viên khác của Chính phủ | Trần Đại Quang      | Bộ trưởng Bộ Công an                                             | 273                    | 183                | 24                      |
| Khối Chính phủ | Các Bộ trưởng và các thành viên khác của Chính phủ | Phạm Bình Minh      | Bộ trưởng Bộ Ngoại giao                                          | 238                    | 233                | 21                      |
| Khối Chính phủ | Các Bộ trưởng và các thành viên khác của Chính phủ | Nguyễn Thái Bình    | Bộ trưởng Bộ Nội vụ                                              | 126                    | 274                | 92                      |
| Khối Chính phủ | Các Bộ trưởng và các thành viên khác của Chính phủ | Hà Hùng Cường       | Bộ trưởng Bộ Tư pháp                                             | 176                    | 280                | 36                      |
| Khối Chính phủ | Các Bộ trưởng và các thành viên khác của Chính phủ | Bùi Quang Vinh      | Bộ trưởng Bộ Kế hoạch và Đầu tư                                  | 231                    | 205                | 46                      |
| Khối Chính phủ | Các Bộ trưởng và các thành viên khác của Chính phủ | Vũ Huy Hoàng        | Bộ trưởng Bộ Công Thương                                         | 112                    | 251                | 128                     |
| Khối Chính phủ | Các Bộ trưởng và các thành viên khác của Chính phủ | Cao Đức Phát        | Bộ trưởng Bộ Nông nghiệp và Phát triển nông thôn                 | 184                    | 249                | 58                      |
| Khối Chính phủ | Các Bộ trưởng và các thành viên khác của Chính phủ | Đinh La Thăng       | Bộ trưởng Bộ Giao thông Vận tải                                  | 186                    | 198                | 99                      |
| Khối Chính phủ | Các Bộ trưởng và các thành viên khác của Chính phủ | Trịnh Đình Dũng     | Bộ trưởng Bộ Xây dựng                                            | 131                    | 261                | 100                     |
| Khối Chính phủ | Các Bộ trưởng và các thành viên khác của Chính phủ | Nguyễn Minh Quang   | Bộ trưởng Bộ Tài nguyên và Môi trường                            | 83                     | 294                | 104                     |
| Khối Chính phủ | Các Bộ trưởng và các thành viên khác của Chính phủ | Nguyễn Bắc Son      | Bộ trưởng Bộ Thông tin và Truyền thông                           | 121                    | 281                | 77                      |
| Khối Chính phủ | Các Bộ trưởng và các thành viên khác của Chính phủ | Phạm Thị Hải Chuyền | Bộ trưởng Bộ Lao động - Thương binh và Xã hội                    | 105                    | 276                | 111                     |
| Khối Chính phủ | Các Bộ trưởng và các thành viên khác của Chính phủ | Hoàng Tuấn Anh      | Bộ trưởng Bộ Văn hóa, Thể thao và Du lịch                        | 90                     | 286                | 116                     |
| Khối Chính phủ | Các Bộ trưởng và các thành viên khác của Chính phủ | Nguyễn Quân         | Bộ trưởng Bộ Khoa học và Công nghệ                               | 133                    | 304                | 43                      |
| Khối Chính phủ | Các Bộ trưởng và các thành viên khác của Chính phủ | Phạm Vũ Luận        | Bộ trưởng Bộ Giáo dục và Đào tạo                                 | 86                     | 229                | 177                     |
| Khối Chính phủ | Các Bộ trưởng và các thành viên khác của Chính phủ | Nguyễn Thị Kim Tiến | Bộ trưởng Bộ Y tế                                                | 108                    | 228                | 146                     |
| Khối Chính phủ | Các Bộ trưởng và các thành viên khác của Chính phủ | Giàng Seo Phử       | Bộ trưởng, Chủ nhiệm Ủy ban Dân tộc                              | 158                    | 270                | 63                      |
| Khối Chính phủ | Các Bộ trưởng và các thành viên khác của Chính phủ | Nguyễn Văn Bình     | Thống đốc Ngân hàng Nhà nước                                     | 88                     | 194                | 209                     |
| Khối Chính phủ | Các Bộ trưởng và các thành viên khác của Chính phủ | Huỳnh Phong Tranh   | Tổng Thanh tra Chính phủ                                         | 164                    | 241                | 87                      |
| Khối Chính phủ | Các Bộ trưởng và các thành viên khác của Chính phủ | Vũ Đức Đam          | Bộ trưởng, Chủ nhiệm Văn phòng Chính phủ                         | 215                    | 245                | 29                      |
| Khối Tư pháp   | Chánh án Tòa án nhân dân tối cao                   | Trương Hòa Bình     | Chánh án Tòa án nhân dân tối cao                                 | 195                    | 260                | 34                      |
| Khối Tư pháp   | Viện trưởng Viện kiểm sát nhân dân tối cao         | Nguyễn Hòa Bình     | Viện trưởng Viện kiểm sát nhân dân tối cao                       | 198                    | 269                | 23                      |

#### Kết quả ngày 15 tháng 11 năm 2014
Ngày 15 tháng 11 năm 2014, sau khi có đề xuất dừng lấy phiếu trong năm 2014 tín nhiệm hồi tháng 2, Quốc hội vẫn quyết định lấy phiếu tín nhiệm trong năm này. Lần này, 50 chức danh đều được lấy phiếu tín nhiệm. 
| Khối           | Loại phiếu                                         | Họ và tên           | Chức danh                                                        | Số phiếu tín nhiệm cao | Số phiếu tín nhiệm | Số phiếu tín nhiệm thấp |
| -------------- | -------------------------------------------------- | ------------------- | ---------------------------------------------------------------- | ---------------------- | ------------------ | ----------------------- |
| Khối Nhà nước  | Chủ tịch nước                                      | Trương Tấn Sang     | Chủ tịch nước                                                    | 380                    | 84                 | 20                      |
| Khối Nhà nước  | Phó Chủ tịch nước                                  | Nguyễn Thị Doan     | Phó Chủ tịch nước                                                | 302                    | 168                | 15                      |
| Khối Quốc hội  | Chủ tịch Quốc hội                                  | Nguyễn Sinh Hùng    | Chủ tịch Quốc hội                                                | 340                    | 93                 | 52                      |
| Khối Quốc hội  | Các Phó Chủ tịch Quốc hội                          | Uông Chu Lưu        | Phó Chủ tịch Quốc hội                                            | 344                    | 124                | 14                      |
| Khối Quốc hội  | Các Phó Chủ tịch Quốc hội                          | Nguyễn Thị Kim Ngân | Phó Chủ tịch Quốc hội                                            | 390                    | 86                 | 9                       |
| Khối Quốc hội  | Các Phó Chủ tịch Quốc hội                          | Tòng Thị Phóng      | Phó Chủ tịch Quốc hội                                            | 325                    | 127                | 31                      |
| Khối Quốc hội  | Các Phó Chủ tịch Quốc hội                          | Huỳnh Ngọc Sơn      | Phó Chủ tịch Quốc hội                                            | 295                    | 159                | 28                      |
| Khối Quốc hội  | Các Ủy viên Thường vụ Quốc hội                     | Nguyễn Kim Khoa     | Chủ nhiệm Ủy ban Quốc phòng và An ninh                           | 290                    | 174                | 19                      |
| Khối Quốc hội  | Các Ủy viên Thường vụ Quốc hội                     | Ksor Phước          | Chủ tịch Hội đồng Dân tộc                                        | 302                    | 164                | 16                      |
| Khối Quốc hội  | Các Ủy viên Thường vụ Quốc hội                     | Phan Trung Lý       | Chủ nhiệm Ủy ban Pháp luật                                       | 311                    | 145                | 27                      |
| Khối Quốc hội  | Các Ủy viên Thường vụ Quốc hội                     | Trương Thị Mai      | Chủ nhiệm Ủy ban Về các vấn đề xã hội                            | 365                    | 104                | 13                      |
| Khối Quốc hội  | Các Ủy viên Thường vụ Quốc hội                     | Đào Trọng Thi       | Chủ nhiệm Ủy ban Văn hóa, Giáo dục, Thanh thiếu niên và Nhi đồng | 224                    | 220                | 39                      |
| Khối Quốc hội  | Các Ủy viên Thường vụ Quốc hội                     | Phan Xuân Dũng      | Chủ nhiệm Ủy ban Khoa học, Công nghệ và Môi trường               | 212                    | 248                | 23                      |
| Khối Quốc hội  | Các Ủy viên Thường vụ Quốc hội                     | Trần Văn Hằng       | Chủ nhiệm Ủy ban Đối ngoại                                       | 284                    | 183                | 13                      |
| Khối Quốc hội  | Các Ủy viên Thường vụ Quốc hội                     | Phùng Quốc Hiển     | Chủ nhiệm Ủy ban Tài chính – Ngân sách                           | 315                    | 148                | 20                      |
| Khối Quốc hội  | Các Ủy viên Thường vụ Quốc hội                     | Nguyễn Văn Hiện     | Chủ nhiệm Ủy ban Tư pháp                                         | 203                    | 245                | 36                      |
| Khối Quốc hội  | Các Ủy viên Thường vụ Quốc hội                     | Nguyễn Văn Giàu     | Chủ nhiệm Ủy ban Kinh tế                                         | 317                    | 155                | 12                      |
| Khối Quốc hội  | Các Ủy viên Thường vụ Quốc hội                     | Nguyễn Đức Hiền     | Trưởng ban Dân nguyện                                            | 225                    | 228                | 30                      |
| Khối Quốc hội  | Các Ủy viên Thường vụ Quốc hội                     | Nguyễn Hữu Vạn      | Tổng Kiểm toán Nhà nước                                          | 105                    | 318                | 62                      |
| Khối Quốc hội  | Các Ủy viên Thường vụ Quốc hội                     | Nguyễn Hạnh Phúc    | Chủ nhiệm Văn phòng Quốc hội                                     | 303                    | 154                | 26                      |
| Khối Quốc hội  | Các Ủy viên Thường vụ Quốc hội                     | Nguyễn Thị Nương    | Trưởng ban Công tác đại biểu Quốc hội                            | 272                    | 183                | 28                      |
| Khối Chính phủ | Thủ tướng Chính phủ                                | Nguyễn Tấn Dũng     | Thủ tướng Chính phủ                                              | 320                    | 96                 | 68                      |
| Khối Chính phủ | Các Phó Thủ tướng Chính phủ                        | Hoàng Trung Hải     | Phó Thủ tướng Chính phủ                                          | 225                    | 226                | 34                      |
| Khối Chính phủ | Các Phó Thủ tướng Chính phủ                        | Vũ Đức Đam          | Phó Thủ tướng Chính phủ                                          | 257                    | 196                | 32                      |
| Khối Chính phủ | Các Phó Thủ tướng Chính phủ                        | Vũ Văn Ninh         | Phó Thủ tướng Chính phủ                                          | 202                    | 246                | 35                      |
| Khối Chính phủ | Các Phó Thủ tướng Chính phủ                        | Nguyễn Xuân Phúc    | Phó Thủ tướng Chính phủ                                          | 356                    | 103                | 26                      |
| Khối Chính phủ | Các Phó Thủ tướng Chính phủ                        | Phạm Bình Minh      | Phó Thủ tướng Chính phủ, Bộ trưởng Bộ Ngoại giao                 | 320                    | 146                | 19                      |
| Khối Chính phủ | Các Bộ trưởng và các thành viên khác của Chính phủ | Phùng Quang Thanh   | Bộ trưởng Bộ Quốc phòng                                          | 313                    | 129                | 41                      |
| Khối Chính phủ | Các Bộ trưởng và các thành viên khác của Chính phủ | Trần Đại Quang      | Bộ trưởng Bộ Công an                                             | 264                    | 166                | 50                      |
| Khối Chính phủ | Các Bộ trưởng và các thành viên khác của Chính phủ | Nguyễn Thái Bình    | Bộ trưởng Bộ Nội vụ                                              | 98                     | 233                | 154                     |
| Khối Chính phủ | Các Bộ trưởng và các thành viên khác của Chính phủ | Hà Hùng Cường       | Bộ trưởng Bộ Tư pháp                                             | 200                    | 234                | 49                      |
| Khối Chính phủ | Các Bộ trưởng và các thành viên khác của Chính phủ | Bùi Quang Vinh      | Bộ trưởng Bộ Kế hoạch và Đầu tư                                  | 351                    | 112                | 20                      |
| Khối Chính phủ | Các Bộ trưởng và các thành viên khác của Chính phủ | Đinh Tiến Dũng      | Bộ trưởng Bộ Tài chính                                           | 247                    | 197                | 41                      |
| Khối Chính phủ | Các Bộ trưởng và các thành viên khác của Chính phủ | Vũ Huy Hoàng        | Bộ trưởng Bộ Công Thương                                         | 156                    | 224                | 102                     |
| Khối Chính phủ | Các Bộ trưởng và các thành viên khác của Chính phủ | Cao Đức Phát        | Bộ trưởng Bộ Nông nghiệp và Phát triển nông thôn                 | 206                    | 224                | 54                      |
| Khối Chính phủ | Các Bộ trưởng và các thành viên khác của Chính phủ | Đinh La Thăng       | Bộ trưởng Bộ Giao thông Vận tải                                  | 362                    | 91                 | 28                      |
| Khối Chính phủ | Các Bộ trưởng và các thành viên khác của Chính phủ | Trịnh Đình Dũng     | Bộ trưởng Bộ Xây dựng                                            | 236                    | 201                | 48                      |
| Khối Chính phủ | Các Bộ trưởng và các thành viên khác của Chính phủ | Nguyễn Minh Quang   | Bộ trưởng Bộ Tài nguyên và Môi trường                            | 85                     | 287                | 111                     |
| Khối Chính phủ | Các Bộ trưởng và các thành viên khác của Chính phủ | Nguyễn Bắc Son      | Bộ trưởng Bộ Thông tin và Truyền thông                           | 136                    | 267                | 79                      |
| Khối Chính phủ | Các Bộ trưởng và các thành viên khác của Chính phủ | Phạm Thị Hải Chuyền | Bộ trưởng Bộ Lao động - Thương binh và Xã hội                    | 108                    | 256                | 119                     |
| Khối Chính phủ | Các Bộ trưởng và các thành viên khác của Chính phủ | Hoàng Tuấn Anh      | Bộ trưởng Bộ Văn hóa, Thể thao và Du lịch                        | 93                     | 235                | 157                     |
| Khối Chính phủ | Các Bộ trưởng và các thành viên khác của Chính phủ | Nguyễn Quân         | Bộ trưởng Bộ Khoa học và Công nghệ                               | 105                    | 313                | 65                      |
| Khối Chính phủ | Các Bộ trưởng và các thành viên khác của Chính phủ | Phạm Vũ Luận        | Bộ trưởng Bộ Giáo dục và Đào tạo                                 | 133                    | 202                | 149                     |
| Khối Chính phủ | Các Bộ trưởng và các thành viên khác của Chính phủ | Nguyễn Thị Kim Tiến | Bộ trưởng Bộ Y tế                                                | 97                     | 192                | 192                     |
| Khối Chính phủ | Các Bộ trưởng và các thành viên khác của Chính phủ | Giàng Seo Phử       | Bộ trưởng, Chủ nhiệm Ủy ban Dân tộc                              | 127                    | 262                | 95                      |
| Khối Chính phủ | Các Bộ trưởng và các thành viên khác của Chính phủ | Nguyễn Văn Bình     | Thống đốc Ngân hàng Nhà nước                                     | 323                    | 118                | 41                      |
| Khối Chính phủ | Các Bộ trưởng và các thành viên khác của Chính phủ | Huỳnh Phong Tranh   | Tổng Thanh tra Chính phủ                                         | 170                    | 244                | 68                      |
| Khối Chính phủ | Các Bộ trưởng và các thành viên khác của Chính phủ | Nguyễn Văn Nên      | Bộ trưởng, Chủ nhiệm Văn phòng Chính phủ                         | 200                    | 243                | 39                      |
| Khối Tư pháp   | Chánh án Tòa án nhân dân tối cao                   | Trương Hòa Bình     | Chánh án Tòa án nhân dân tối cao                                 | 205                    | 225                | 50                      |
| Khối Tư pháp   | Viện trưởng Viện kiểm sát nhân dân tối cao         | Nguyễn Hòa Bình     | Viện trưởng Viện kiểm sát nhân dân tối cao                       | 207                    | 235                | 43                      |

### Quốc hội khóa XIV

#### Kết quả ngày 25 tháng 10 năm 2018
Ngày 25 tháng 10 năm 2018, Quốc hội lần này có 48 chức danh được lấy phiếu tín nhiệm. 
| Khối                                                                                         | Loại phiếu                                         | Họ và tên           | Chức danh                                                        | Số phiếu tín nhiệm cao | Số phiếu tín nhiệm | Số phiếu tín nhiệm thấp |
| -------------------------------------------------------------------------------------------- | -------------------------------------------------- | ------------------- | ---------------------------------------------------------------- | ---------------------- | ------------------ | ----------------------- |
| Khối Chủ tịch nước (Nhà nước)                                                                | Phó Chủ tịch nước                                  | Đặng Thị Ngọc Thịnh | Phó Chủ tịch nước                                                | 323                    | 146                | 6                       |
| Khối Quốc hội                                                                                | Chủ tịch Quốc hội                                  | Nguyễn Thị Kim Ngân | Chủ tịch Quốc hội                                                | 437                    | 34                 | 4                       |
| Khối Quốc hội                                                                                | Các Phó Chủ tịch Quốc hội                          | Tòng Thị Phóng      | Phó Chủ tịch Thường trực Quốc hội                                | 372                    | 91                 | 11                      |
| Khối Quốc hội                                                                                | Các Phó Chủ tịch Quốc hội                          | Uông Chu Lưu        | Phó Chủ tịch Quốc hội                                            | 374                    | 92                 | 9                       |
| Khối Quốc hội                                                                                | Các Phó Chủ tịch Quốc hội                          | Đỗ Bá Tỵ            | Phó Chủ tịch Quốc hội                                            | 327                    | 135                | 13                      |
| Khối Quốc hội                                                                                | Các Phó Chủ tịch Quốc hội                          | Phùng Quốc Hiển     | Phó Chủ tịch Quốc hội                                            | 362                    | 102                | 7                       |
| Khối Quốc hội                                                                                | Các Ủy viên Thường vụ Quốc hội                     | Võ Trọng Việt       | Chủ nhiệm Ủy ban Quốc phòng và An ninh                           | 286                    | 166                | 23                      |
| Khối Quốc hội                                                                                | Các Ủy viên Thường vụ Quốc hội                     | Hà Ngọc Chiến       | Chủ tịch Hội đồng Dân tộc                                        | 290                    | 181                | 3                       |
| Khối Quốc hội                                                                                | Các Ủy viên Thường vụ Quốc hội                     | Nguyễn Khắc Định    | Chủ nhiệm Ủy ban Pháp luật                                       | 317                    | 145                | 12                      |
| Khối Quốc hội                                                                                | Các Ủy viên Thường vụ Quốc hội                     | Nguyễn Thúy Anh     | Chủ nhiệm Ủy ban Về các vấn đề xã hội                            | 210                    | 232                | 32                      |
| Khối Quốc hội                                                                                | Các Ủy viên Thường vụ Quốc hội                     | Phan Thanh Bình     | Chủ nhiệm Ủy ban Văn hóa, Giáo dục, Thanh thiếu niên và Nhi đồng | 326                    | 146                | 2                       |
| Khối Quốc hội                                                                                | Các Ủy viên Thường vụ Quốc hội                     | Phan Xuân Dũng      | Chủ nhiệm Ủy ban Khoa học, Công nghệ và Môi trường               | 276                    | 176                | 22                      |
| Khối Quốc hội                                                                                | Các Ủy viên Thường vụ Quốc hội                     | Nguyễn Văn Giàu     | Chủ nhiệm Ủy ban Đối ngoại                                       | 330                    | 139                | 5                       |
| Khối Quốc hội                                                                                | Các Ủy viên Thường vụ Quốc hội                     | Nguyễn Đức Hải      | Chủ nhiệm Ủy ban Tài chính – Ngân sách                           | 323                    | 144                | 7                       |
| Khối Quốc hội                                                                                | Các Ủy viên Thường vụ Quốc hội                     | Lê Thị Nga          | Chủ nhiệm Ủy ban Tư pháp                                         | 338                    | 118                | 19                      |
| Khối Quốc hội                                                                                | Các Ủy viên Thường vụ Quốc hội                     | Vũ Hồng Thanh       | Chủ nhiệm Ủy ban Kinh tế                                         | 263                    | 182                | 29                      |
| Khối Quốc hội                                                                                | Các Ủy viên Thường vụ Quốc hội                     | Nguyễn Thanh Hải    | Trưởng ban Dân nguyện                                            | 279                    | 171                | 25                      |
| Khối Quốc hội                                                                                | Các Ủy viên Thường vụ Quốc hội                     | Nguyễn Hạnh Phúc    | Tổng Thư ký Quốc hội, Chủ nhiệm Văn phòng Quốc hội               | 315                    | 133                | 26                      |
| Khối Quốc hội                                                                                | Các Ủy viên Thường vụ Quốc hội                     | Trần Văn Túy        | Trưởng ban Công tác đại biểu Quốc hội                            | 341                    | 120                | 14                      |
| Khối Chính phủ                                                                               | Thủ tướng Chính phủ                                | Nguyễn Xuân Phúc    | Thủ tướng Chính phủ                                              | 393                    | 68                 | 14                      |
| Khối Chính phủ                                                                               | Các Phó Thủ tướng Chính phủ                        | Trương Hòa Bình     | Phó Thủ tướng Thường trực Chính phủ                              | 336                    | 122                | 15                      |
| Khối Chính phủ                                                                               | Các Phó Thủ tướng Chính phủ                        | Vũ Đức Đam          | Phó Thủ tướng Chính phủ                                          | 305                    | 140                | 28                      |
| Khối Chính phủ                                                                               | Các Phó Thủ tướng Chính phủ                        | Trịnh Đình Dũng     | Phó Thủ tướng Chính phủ                                          | 210                    | 212                | 50                      |
| Khối Chính phủ                                                                               | Các Phó Thủ tướng Chính phủ                        | Vương Đình Huệ      | Phó Thủ tướng Chính phủ                                          | 354                    | 103                | 17                      |
| Khối Chính phủ                                                                               | Các Phó Thủ tướng Chính phủ                        | Phạm Bình Minh      | Phó Thủ tướng Chính phủ                                          | 377                    | 85                 | 10                      |
| Khối Chính phủ                                                                               | Các Phó Thủ tướng Chính phủ                        | Phạm Bình Minh      | Phó Thủ tướng Chính phủ, Bộ trưởng Bộ Ngoại giao                 | 377                    | 85                 | 10                      |
| Khối Chính phủ                                                                               | Các Bộ trưởng và các thành viên khác của Chính phủ | Ngô Xuân Lịch       | Bộ trưởng Bộ Quốc phòng                                          | 341                    | 120                | 12                      |
| Khối Chính phủ                                                                               | Các Bộ trưởng và các thành viên khác của Chính phủ | Tô Lâm              | Bộ trưởng Bộ Công an                                             | 273                    | 149                | 51                      |
| Khối Chính phủ                                                                               | Các Bộ trưởng và các thành viên khác của Chính phủ | Lê Vĩnh Tân         | Bộ trưởng Bộ Nội vụ                                              | 157                    | 250                | 64                      |
| Khối Chính phủ                                                                               | Các Bộ trưởng và các thành viên khác của Chính phủ | Lê Thành Long       | Bộ trưởng Bộ Tư pháp                                             | 318                    | 134                | 22                      |
| Khối Chính phủ                                                                               | Các Bộ trưởng và các thành viên khác của Chính phủ | Nguyễn Chí Dũng     | Bộ trưởng Bộ Kế hoạch và Đầu tư                                  | 169                    | 208                | 97                      |
| Khối Chính phủ                                                                               | Các Bộ trưởng và các thành viên khác của Chính phủ | Đinh Tiến Dũng      | Bộ trưởng Bộ Tài chính                                           | 229                    | 195                | 49                      |
| Khối Chính phủ                                                                               | Các Bộ trưởng và các thành viên khác của Chính phủ | Trần Tuấn Anh       | Bộ trưởng Bộ Công Thương                                         | 226                    | 188                | 57                      |
| Khối Chính phủ                                                                               | Các Bộ trưởng và các thành viên khác của Chính phủ | Nguyễn Xuân Cường   | Bộ trưởng Bộ Nông nghiệp và Phát triển nông thôn                 | 307                    | 153                | 12                      |
| Khối Chính phủ                                                                               | Các Bộ trưởng và các thành viên khác của Chính phủ | Nguyễn Văn Thể      | Bộ trưởng Bộ Giao thông Vận tải                                  | 142                    | 221                | 107                     |
| Khối Chính phủ                                                                               | Các Bộ trưởng và các thành viên khác của Chính phủ | Phạm Hồng Hà        | Bộ trưởng Bộ Xây dựng                                            | 159                    | 226                | 89                      |
| Khối Chính phủ                                                                               | Các Bộ trưởng và các thành viên khác của Chính phủ | Trần Hồng Hà        | Bộ trưởng Bộ Tài nguyên và Môi trường                            | 197                    | 208                | 69                      |
| Khối Chính phủ                                                                               | Các Bộ trưởng và các thành viên khác của Chính phủ | Đào Ngọc Dung       | Bộ trưởng Bộ Lao động - Thương binh và Xã hội                    | 258                    | 189                | 25                      |
| Khối Chính phủ                                                                               | Các Bộ trưởng và các thành viên khác của Chính phủ | Nguyễn Ngọc Thiện   | Bộ trưởng Bộ Văn hóa, Thể thao và Du lịch                        | 148                    | 252                | 72                      |
| Khối Chính phủ                                                                               | Các Bộ trưởng và các thành viên khác của Chính phủ | Chu Ngọc Anh        | Bộ trưởng Bộ Khoa học và Công nghệ                               | 169                    | 270                | 34                      |
| Khối Chính phủ                                                                               | Các Bộ trưởng và các thành viên khác của Chính phủ | Phùng Xuân Nhạ      | Bộ trưởng Bộ Giáo dục và Đào tạo                                 | 140                    | 194                | 137                     |
| Khối Chính phủ                                                                               | Các Bộ trưởng và các thành viên khác của Chính phủ | Nguyễn Thị Kim Tiến | Bộ trưởng Bộ Y tế                                                | 224                    | 197                | 53                      |
| Khối Chính phủ                                                                               | Các Bộ trưởng và các thành viên khác của Chính phủ | Đỗ Văn Chiến        | Bộ trưởng, Chủ nhiệm Ủy ban Dân tộc                              | 255                    | 203                | 14                      |
| Khối Chính phủ                                                                               | Các Bộ trưởng và các thành viên khác của Chính phủ | Lê Minh Hưng        | Thống đốc Ngân hàng Nhà nước                                     | 339                    | 122                | 11                      |
| Khối Chính phủ                                                                               | Các Bộ trưởng và các thành viên khác của Chính phủ | Lê Minh Khái        | Tổng Thanh tra Chính phủ                                         | 224                    | 197                | 53                      |
| Khối Chính phủ                                                                               | Các Bộ trưởng và các thành viên khác của Chính phủ | Mai Tiến Dũng       | Bộ trưởng, Chủ nhiệm Văn phòng Chính phủ                         | 273                    | 175                | 24                      |
| Khối Tòa án Nhân dân Tối cao, Viện Kiểm sát Nhân dân Tối cao và Kiểm toán Nhà nước (Tư pháp) | Chánh án Tòa án nhân dân tối cao                   | Nguyễn Hòa Bình     | Chánh án Tòa án nhân dân tối cao                                 | 286                    | 171                | 18                      |
| Khối Tòa án Nhân dân Tối cao, Viện Kiểm sát Nhân dân Tối cao và Kiểm toán Nhà nước (Tư pháp) | Viện trưởng Viện kiểm sát nhân dân tối cao         | Lê Minh Trí         | Viện trưởng Viện kiểm sát nhân dân tối cao                       | 204                    | 229                | 41                      |
| Khối Tòa án Nhân dân Tối cao, Viện Kiểm sát Nhân dân Tối cao và Kiểm toán Nhà nước (Tư pháp) | Tổng Kiểm toán Nhà nước                            | Hồ Đức Phớc         | Tổng Kiểm toán Nhà nước                                          | 245                    | 194                | 36                      |

### Quốc hội khóa XV
Sáng ngày 25 tháng 10 năm 2023, Quốc hội tiến hành lấy phiếu tín nhiệm đối với 44/50 chức danh do Quốc hội bầu, phê chuẩn. Chiều cùng ngày, Quốc hội biểu quyết thông qua Nghị quyết xác nhận kết quả lấy phiếu tín nhiệm.
| Khối                                                                                         | Loại phiếu                                         | Họ và tên            | Chức danh                                          | Số phiếu tín nhiệm cao | Số phiếu tín nhiệm | Số phiếu tín nhiệm thấp |
| -------------------------------------------------------------------------------------------- | -------------------------------------------------- | -------------------- | -------------------------------------------------- | ---------------------- | ------------------ | ----------------------- |
| Khối Chủ tịch nước                                                                           | Phó Chủ tịch nước                                  | Võ Thị Ánh Xuân      | Phó Chủ tịch nước                                  | 410                    | 65                 | 6                       |
| Khối Quốc hội                                                                                | Chủ tịch Quốc hội                                  | Vương Đình Huệ       | Chủ tịch Quốc hội                                  | 437                    | 32                 | 11                      |
| Khối Quốc hội                                                                                | Các Phó Chủ tịch Quốc hội                          | Trần Thanh Mẫn       | Phó Chủ tịch Thường trực Quốc hội                  | 414                    | 63                 | 4                       |
| Khối Quốc hội                                                                                | Các Phó Chủ tịch Quốc hội                          | Nguyễn Khắc Định     | Phó Chủ tịch Quốc hội                              | 392                    | 85                 | 3                       |
| Khối Quốc hội                                                                                | Các Phó Chủ tịch Quốc hội                          | Nguyễn Đức Hải       | Phó Chủ tịch Quốc hội                              | 391                    | 87                 | 2                       |
| Khối Quốc hội                                                                                | Các Phó Chủ tịch Quốc hội                          | Trần Quang Phương    | Phó Chủ tịch Quốc hội                              | 426                    | 49                 | 3                       |
| Khối Quốc hội                                                                                | Các Ủy viên Thường vụ Quốc hội                     | Lê Tấn Tới           | Chủ nhiệm Ủy ban Quốc phòng và An ninh             | 361                    | 77                 | 2                       |
| Khối Quốc hội                                                                                | Các Ủy viên Thường vụ Quốc hội                     | Y Thanh Hà Niê K’đăm | Chủ tịch Hội đồng Dân tộc                          | 352                    | 116                | 12                      |
| Khối Quốc hội                                                                                | Các Ủy viên Thường vụ Quốc hội                     | Hoàng Thanh Tùng     | Chủ nhiệm Ủy ban Pháp luật                         | 365                    | 73                 | 3                       |
| Khối Quốc hội                                                                                | Các Ủy viên Thường vụ Quốc hội                     | Nguyễn Thúy Anh      | Chủ nhiệm Ủy ban Xã hội                            | 373                    | 93                 | 14                      |
| Khối Quốc hội                                                                                | Các Ủy viên Thường vụ Quốc hội                     | Nguyễn Đắc Vinh      | Chủ nhiệm Ủy ban Văn hóa, Giáo dục                 | 346                    | 84                 | 12                      |
| Khối Quốc hội                                                                                | Các Ủy viên Thường vụ Quốc hội                     | Lê Quang Huy         | Chủ nhiệm Ủy ban Khoa học, Công nghệ và Môi trường | 375                    | 101                | 4                       |
| Khối Quốc hội                                                                                | Các Ủy viên Thường vụ Quốc hội                     | Vũ Hải Hà            | Chủ nhiệm Ủy ban Đối ngoại                         | 367                    | 106                | 8                       |
| Khối Quốc hội                                                                                | Các Ủy viên Thường vụ Quốc hội                     | Lê Thị Nga           | Chủ nhiệm Ủy ban Tư pháp                           | 354                    | 83                 | 5                       |
| Khối Quốc hội                                                                                | Các Ủy viên Thường vụ Quốc hội                     | Vũ Hồng Thanh        | Chủ nhiệm Ủy ban Kinh tế                           | 365                    | 73                 | 4                       |
| Khối Quốc hội                                                                                | Các Ủy viên Thường vụ Quốc hội                     | Dương Thanh Bình     | Trưởng ban Dân nguyện                              | 312                    | 154                | 15                      |
| Khối Quốc hội                                                                                | Các Ủy viên Thường vụ Quốc hội                     | Bùi Văn Cường        | Tổng Thư ký Quốc hội, Chủ nhiệm Văn phòng Quốc hội | 396                    | 80                 | 5                       |
| Khối Quốc hội                                                                                | Các Ủy viên Thường vụ Quốc hội                     | Nguyễn Thị Thanh     | Trưởng ban Công tác đại biểu Quốc hội              | 381                    | 55                 | 5                       |
| Khối Chính phủ                                                                               | Thủ tướng Chính phủ                                | Phạm Minh Chính      | Thủ tướng Chính phủ                                | 373                    | 90                 | 17                      |
| Khối Chính phủ                                                                               | Các Phó Thủ tướng Chính phủ                        | Lê Minh Khái         | Phó Thủ tướng Chính phủ                            | 384                    | 90                 | 6                       |
| Khối Chính phủ                                                                               | Các Bộ trưởng và các thành viên khác của Chính phủ | Phan Văn Giang       | Bộ trưởng Bộ Quốc phòng                            | 448                    | 29                 | 4                       |
| Khối Chính phủ                                                                               | Các Bộ trưởng và các thành viên khác của Chính phủ | Tô Lâm               | Bộ trưởng Bộ Công an                               | 329                    | 109                | 43                      |
| Khối Chính phủ                                                                               | Các Bộ trưởng và các thành viên khác của Chính phủ | Phạm Thị Thanh Trà   | Bộ trưởng Bộ Nội vụ                                | 353                    | 110                | 17                      |
| Khối Chính phủ                                                                               | Các Bộ trưởng và các thành viên khác của Chính phủ | Bùi Thanh Sơn        | Bộ trưởng Bộ Ngoại giao                            | 370                    | 102                | 8                       |
| Khối Chính phủ                                                                               | Các Bộ trưởng và các thành viên khác của Chính phủ | Lê Thành Long        | Bộ trưởng Bộ Tư pháp                               | 371                    | 102                | 7                       |
| Khối Chính phủ                                                                               | Các Bộ trưởng và các thành viên khác của Chính phủ | Nguyễn Chí Dũng      | Bộ trưởng Bộ Kế hoạch và Đầu tư                    | 312                    | 142                | 26                      |
| Khối Chính phủ                                                                               | Các Bộ trưởng và các thành viên khác của Chính phủ | Hồ Đức Phớc          | Bộ trưởng Bộ Tài chính                             | 334                    | 119                | 24                      |
| Khối Chính phủ                                                                               | Các Bộ trưởng và các thành viên khác của Chính phủ | Nguyễn Hồng Diên     | Bộ trưởng Bộ Công Thương                           | 229                    | 189                | 61                      |
| Khối Chính phủ                                                                               | Các Bộ trưởng và các thành viên khác của Chính phủ | Lê Minh Hoan         | Bộ trưởng Bộ Nông nghiệp và Phát triển nông thôn   | 316                    | 148                | 17                      |
| Khối Chính phủ                                                                               | Các Bộ trưởng và các thành viên khác của Chính phủ | Nguyễn Văn Thắng     | Bộ trưởng Bộ Giao thông Vận tải                    | 237                    | 197                | 45                      |
| Khối Chính phủ                                                                               | Các Bộ trưởng và các thành viên khác của Chính phủ | Nguyễn Thanh Nghị    | Bộ trưởng Bộ Xây dựng                              | 306                    | 152                | 19                      |
| Khối Chính phủ                                                                               | Các Bộ trưởng và các thành viên khác của Chính phủ | Nguyễn Mạnh Hùng     | Bộ trưởng Bộ Thông tin và Truyền thông             | 262                    | 167                | 52                      |
| Khối Chính phủ                                                                               | Các Bộ trưởng và các thành viên khác của Chính phủ | Đào Ngọc Dung        | Bộ trưởng Bộ Lao động - Thương binh và Xã hội      | 279                    | 164                | 35                      |
| Khối Chính phủ                                                                               | Các Bộ trưởng và các thành viên khác của Chính phủ | Nguyễn Văn Hùng      | Bộ trưởng Bộ Văn hóa, Thể thao và Du lịch          | 219                    | 200                | 62                      |
| Khối Chính phủ                                                                               | Các Bộ trưởng và các thành viên khác của Chính phủ | Huỳnh Thành Đạt      | Bộ trưởng Bộ Khoa học và Công nghệ                 | 187                    | 222                | 71                      |
| Khối Chính phủ                                                                               | Các Bộ trưởng và các thành viên khác của Chính phủ | Nguyễn Kim Sơn       | Bộ trưởng Bộ Giáo dục và Đào tạo                   | 241                    | 166                | 72                      |
| Khối Chính phủ                                                                               | Các Bộ trưởng và các thành viên khác của Chính phủ | Đào Hồng Lan         | Bộ trưởng Bộ Y tế                                  | 239                    | 186                | 54                      |
| Khối Chính phủ                                                                               | Các Bộ trưởng và các thành viên khác của Chính phủ | Hầu A Lềnh           | Bộ trưởng, Chủ nhiệm Ủy ban Dân tộc                | 260                    | 185                | 36                      |
| Khối Chính phủ                                                                               | Các Bộ trưởng và các thành viên khác của Chính phủ | Nguyễn Thị Hồng      | Thống đốc Ngân hàng Nhà nước                       | 308                    | 143                | 30                      |
| Khối Chính phủ                                                                               | Các Bộ trưởng và các thành viên khác của Chính phủ | Đoàn Hồng Phong      | Tổng Thanh tra Chính phủ                           | 263                    | 195                | 22                      |
| Khối Chính phủ                                                                               | Các Bộ trưởng và các thành viên khác của Chính phủ | Trần Văn Sơn         | Bộ trưởng, Chủ nhiệm Văn phòng Chính phủ           | 328                    | 137                | 14                      |
| Khối Tòa án Nhân dân Tối cao, Viện Kiểm sát Nhân dân Tối cao và Kiểm toán Nhà nước (Tư pháp) | Chánh án Tòa án nhân dân tối cao                   | Nguyễn Hòa Bình      | Chánh án Tòa án nhân dân tối cao                   | 311                    | 142                | 28                      |
| Khối Tòa án Nhân dân Tối cao, Viện Kiểm sát Nhân dân Tối cao và Kiểm toán Nhà nước (Tư pháp) | Viện trưởng Viện kiểm sát nhân dân tối cao         | Lê Minh Trí          | Viện trưởng Viện kiểm sát nhân dân tối cao         | 337                    | 130                | 11                      |
| Khối Tòa án Nhân dân Tối cao, Viện Kiểm sát Nhân dân Tối cao và Kiểm toán Nhà nước (Tư pháp) | Tổng Kiểm toán Nhà nước                            | Ngô Văn Tuấn         | Tổng Kiểm toán Nhà nước                            | 292                    | 173                | 14                      |